# Gnathocera luluana
Gnathocera luluana är en skalbaggsart som beskrevs av Basilewsky 1949. Gnathocera luluana ingår i släktet Gnathocera och familjen Cetoniidae. Inga underarter finns listade i Catalogue of Life.